# Godland
Godland (Originaltitel Vanskabte Land, auch Volaða Land) ist ein Filmdrama von Hlynur Pálmason. Der Film mit Elliott Crosset Hove in der Hauptrolle als dänischer Priester, der in Island eine Kirche baut, feierte im Mai 2022 bei den Filmfestspielen in Cannes seine Premiere. Godland wurde von Island als Beitrag für die Oscarverleihung 2024 als bester Internationaler Film eingereicht.

## Handlung
Im späten 19. Jahrhundert reist ein junger dänischer Priester namens Lucas in einen abgelegenen Teil Islands, um eine Kirche zu bauen und die Menschen dort zu fotografieren. Je tiefer er in das ungastliche Land vorstößt, desto mehr entfernt er sich von seiner Mission und vor allem seiner moralischen Integrität.

## Produktion
Regie führte der Isländer Hlynur Pálmason, der auch das Drehbuch schrieb.
Elliott Crosset Hove spielt in der Hauptrolle den jungen dänischen Priester Lucas. Vic Carmen Sonne und Ida Mekkin Hlynsdottir spielen die Schwestern Anna und Ida.
Die Dreharbeiten fanden in Island statt. Als Kamerafrau fungierte die Schwedin Maria von Hausswolff.
Die Filmmusik komponierte der Kanadier Alex Zhang Hungtai.
Die Premiere erfolgte am 24. Mai 2022 bei den Filmfestspielen in Cannes. Ab Ende Juni 2022 wurde er beim Filmfest München vorgestellt. Im September 2022 wurde Godland beim Telluride Film Festival, beim Toronto International Film Festival und beim San Sebastián International Film Festival gezeigt.

## Rezeption

### Kritiken
Von den bei Rotten Tomatoes aufgeführten Kritiken sind 92 Prozent positiv bei einer durchschnittlichen Bewertung mit 8 von 10 möglichen Punkten.
Lida Bach schreibt in ihrer Kritik, um Hlynur Pálmasons zehrendes Kostümkino zu bewältigen, seien Geduld, Ausdauer und Grundlagenwissen über Islands Geschichte die notwendige Ausrüstung. Der romantische Requisiten-Beschau und ein väterlicher Fokus auf seine sich selbst spielende Tochter würden den Regisseur vom dramatischen Weg abbringen.

### Auszeichnungen
Godland wurde von Island als Beitrag für die Oscarverleihung 2024 als bester Internationaler Film eingereicht. Im Folgenden eine Auswahl von Auszeichnungen und Nominierungen.
Bodil 2023
- Auszeichnung als Bester Hauptdarsteller (Elliott Crosset Hove)
- Auszeichnung als Bester Nebendarsteller (Ingvar Sigurdsson)
- Nominierung als Beste Nebendarstellerin (Ída Mekkín Hlynsdóttir)
- Nominierung als Bester Film (Hlynur Pálmason)
- Auszeichnung für die Beste Kamera (Maria von Hausswolff)[7]

Chicago International Film Festival 2022
- Auszeichnung mit dem Gold Hugo als Bester Spielfilm (Hlynur Pálmason)
- Auszeichnung mit dem Silver Hugo für die Beste Kamera (Maria von Hausswolff)[8]

Edda 2023
- Auszeichnung als Regisseur des Jahres (Hlynur Pálmason)
- Auszeichnung für die Beste Kamera (Maria von Hausswolff)
- Nominierung als Bester Film (Ingvar Sigurdsson)
- Nominierung als Schauspieler des Jahres (Ingvar Sigurdsson)
- Nominierung als Nebendarsteller des Jahres (Hilmar Guðjónsson)
- Nominierung für das Drehbuch des Jahres (Hlynur Pálmason)
- Nominierung für die Besten Kostüme (Nina Grønlund)
- Nominierung für das Beste Make-up (Katrine Tersgov)
- Nominierung für den Besten Ton (Björn Viktorsson und Kristian Eidnes Andersen)
- Nominierung für die Beste Musik (Alex Zhang Hungtai)[9]

Europäischer Filmpreis 2022
- Nominierung als Bester Darsteller (Elliott Crosset Hove)

Filmfest München 2022
- Nominierung als Bester internationaler Film
- Nominierung im Wettbewerb CineMasters[2]

Film Festival Oostende 2022
- Auszeichnung mit dem Look Prize als Bester Film (Hlynur Pálmason)[10]

Filmpreis des Nordischen Rates 2022
- Auszeichnung als Bester Film[11]

Göteborg International Film Festival 2023
- Nominierung als Bester Nordischer Film (Hlynur Pálmason, Katrin Pors, Mikkel Jersin, Eva Jakobsen und Anton Máni Svansson)[12]

Independent Spirit Awards 2024
- Nominierung als Bester internationaler Film (Hlynur Pálmason)

Internationale Filmfestspiele von Cannes 2022
- Nominierung in der Reihe Un Certain Regard[13]

London Film Festival 2022
- Lobende Erwähnung im Official Competition (Hlynur Pálmason)[14]

Palm Springs International Film Festival 2024
- Nominierung als Bester fremdsprachiger Film für den FIPRESCI-Preis (Hlynur Pálmason)[15]

San Sebastián International Film Festival 2022
- Auszeichnung in der Sektion Zabaltegi Tabakalera (Hlynur Pálmason)[16]